# 크레이지 뷰티풀
《크레이지 뷰티풀》(영어: Crazy/Beautiful, 영어: crazy/beautiful로 표현)은 미국에서 제작된 존 스톡웰 감독의 2001년 청춘 로맨틱 드라마 영화이다. 커스틴 던스트, 제이 허낸데즈 등이 출연하였고, 레이철 페퍼 등이 제작에 참여하였다.

## 출연진
- 커스틴 던스트
- 제이 허낸데즈
- 브루스 데이비슨
- 루신다 제니
- 테린 매닝
- 롤란도 몰리나
- 코리 하드릭트

## 기타 제작진
- 공동 제작: 릭 덜라고
- 배역: 랜디 힐러, 세라 헤일리 핀
- 미술: 마이아 제이번
- 의상: 수전 매서슨
- 음향 감독: 에비엔 클린, P. J. 블룸

## 사운드트랙
1. "Ten Le Fe" - 멜로 맨 에이스
2. "Who am I?" - 릴리 프로스트
3. "To Be Free" - 에밀리아나 토리니
4. "Wait" - 세븐 메리 스리
5. "Every Time" - 라 레이
6. "La Reina Del Lugar" - 세랄데
7. "Shattered" 레미 제로
8. "Boulevard Star" - 딜링퀀트 해비츠
9. "This is Not My Life" - 패스트볼
10. "Sumpin'" - 더 핌프스
11. "Alright" - 오스커
12. "Sleep" - 더 댄디 워홀스
13. "She Gave Me Love" - 더 겟어웨이 피플
14. "I Want to Believe You" - 로리 카슨, 파울 하슬링거
15. "Perfect" - 매런 오드
16. "Siempre" - 라 레이